# Абуль-Аббас Ахмад II аль-Мустансир
Ахмад II (или Абуль-Аббас Ахмад II ибн Мухаммад аль-Мустансир, ум. 1394) — восемнадцатый правитель государства Хафсидов в Ифрикии в 1371-1394 годах, семнадцатый халиф Хафсидов.

## Биография
Абуль-Аббас Ахмад II был эмиром Константины, а позднее Константины и Беджаи, и сыном Абу Абдаллы Мухаммада, сына Абу Яхьи Абу Бакра II.
К 1350 году Константина была фактически независима от халифа в Тунисе, и с 1351 по 1356 год Ахмад воевал с тунисской ветвью династии Хафсидов. В 1356 году маринидский султан Абу Инан Фарис лишил его владений, но уже в 1357 году султан вернулся в Марокко, а Ахмад — в свои владения.
В 1366 году Ахмад захватил Беджаю у своего двоюродного брата Абу Абдаллы ибн Абу Закарии, сына Абу Закарии Яхьи, другого сына Абу Яхьи Абу Бакра II.
В 1370 году он легко захватил Тунис и добился низложения халифа Халида II, после чего был провозглашён новым правителем. Его первые меры на троне были направлены на то, чтобы положить конец восстанию бедуинов (1371) и облегчить тяготы земледельцев.
Между 1371 и 1381 годами, шаг за шагом, Ахмад II восстановил власть на юге и юго-востоке Ифрикии и, наконец, завоевал регион Заб. После 1381 года он занимался укреплением власти на юге, чтобы помешать возрождению местных эмиратов. Из-за соперничества между Маринидами и Абдальвадидами и борьбой между ними западная граница владений Хафсидов оставалась спокойной.
Ещё одной проблемой Ахмада стали отношения с христианскими государствами, боровшимися с пиратскими базами на побережье Туниса. В 1383 году арагонцы захватили Джербу, а 20 июля 1390 года пиратский оплот Махдия подвергся нападению генуэзцев при поддержке французских и английских рыцарей во главе с Луи II Бурбона. Город продержался до 20 сентября, и осаждающие были вынуждены снять осаду. С тех пор высокомерие пиратов ещё больше возросло, но отношения Хафсидов с итальянскими государствами улучшились. В 1392 году арагонцы потеряли Джербу.
Ахмад умер в 1394 году, его сменил его сын Абу Фарис Абд аль-Азиз аль-Мутаваккиль.